# Stazione di Kanazawa
La stazione di Kanazawa (金沢駅?, Kanazawa-eki) è la principale stazione ferroviaria di Kanazawa, e la più trafficata della regione di Hokuriku. Dal 2015 è servita anche dall'estensione dell'Hokuriku Shinkansen, che la collega a Tokyo.

## Storia
La stazione aprì il 1º aprile 1989. Il piano binari venne quindi sopraelevato il 5 giugno 1990, lasciando un'area a servizio della futura estensione dello Shinkansen. L'anno successivo venne aperto il centro commerciale Kanazawa 100 Ban-gai, e il 20 marzo 2005 furono inaugurati il portale Tsuzumi-mon e il Motenashi Dome (la volta in vetro e acciaio sul lato est). La stazione è servita da diversi treni espressi limitati e notturni che la collegano con varie zone del Giappone, e in particolare con Osaka, verso la quale si ha un collegamento ogni ora grazie all'espresso Thunderbird. Dal 2015 è servita anche dall'estensione dell'Hokuriku Shinkansen, che la collega a Tokyo in circa 2 ore e 28 minuti (alla velocità di 260 km/h) rispetto alle 3 ore e 47 minuti precedenti.

## Linee
JR West
■ Linea principale Hokuriku
■ Linea Nanao (inizia ufficialmente dalla stazione di Tsubata, ma tutti i treni terminano a Kanazawa)
 JR East
 Hokuriku Shinkansen (dal 2015)
Ferrovie dell'Hokuriku
■ Linea Asanogawa

## Struttura
La stazione è costituita da due fabbricati viaggiatori separati, il principale per le linee JR, e l'altro per le ferrovie dell'Hokuriku.

### Stazione JR

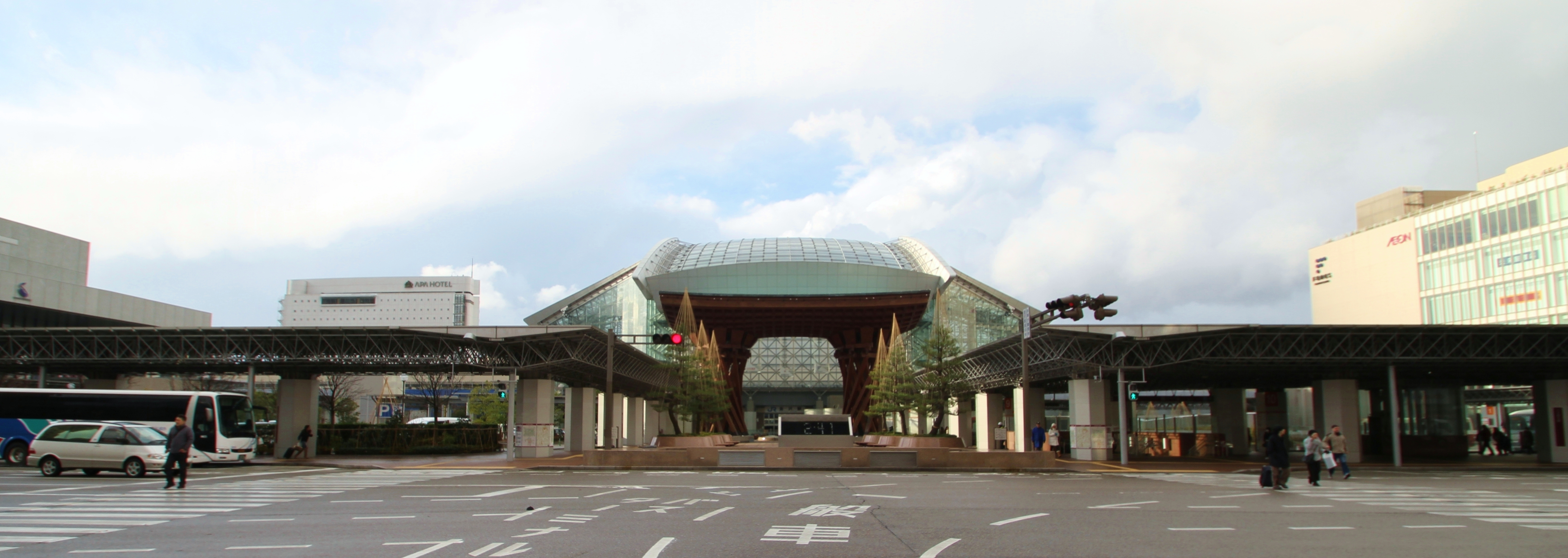
Vista del lato orientale della stazione, con il grande arco Taiko (del tamburo)

La stazione JR West è dotata di tre marciapiedi a isola, con sette binari totali su viadotto (uno di essi è tronco verso il lato Toyama). L'ampio e arioso fabbricato viaggiatori dispone di diversi servizi quali servizi igienici, chioschi, un centro commerciale, biglietteria automatica e presenziata, e sala d'attesa. Il lato est della stazione è caratterizzato da una grande volta in vetro e acciaio, chiusa da un grande arco in legno chiamato 鼓門 (Tsuzumi-mon?).
| Binari | Linea                       | Direzione | Principali destinazioni | Note                     |
| ------ | --------------------------- | --------- | ----------------------- | ------------------------ |
| 1-2    | ■ Linea principale Hokuriku | Ōsaka     | Fukui, Maibara e Ōsaka  | -                        |
| 3-5    | ■ Linea principale Hokuriku | Ōsaka     | Fukui, Maibara e Ōsaka  | -                        |
| 3-5    | ■ Linea principale Hokuriku | Naoetsu   | Toyama e Naoetsu        | -                        |
| 3-5    | ■ Linea Nanao               | -         | Hakui e Wakura-Onsen    | -                        |
| 4      | ■ Linea Nanao               | -         | Hakui e Wakura-Onsen    | solo treni locali        |
| 4      | ■ Linea principale Hokuriku | Naoetsu   | Toyama e Naoetsu        | solo alcuni treni locali |
| 6・7   | ■ Linea principale Hokuriku | Naoetsu   | Toyama e Naoetsu        | -                        |
| 6・7   | ■ Linea Nanao               | -         | Hakui e Wakura-Onsen    | -                        |
| 11・14 | ■ Hokuriku Shinkansen       | Tokyo     | Toyama, Nagano e Tokyo  | -                        |

### Stazione Ferrovie dell'Hokuriku
La stazione delle Ferrovie dell'Hokuriku, ufficialmente chiamata stazione di Hokutetsu-Kanazawa (北鉄金沢駅?, Hokutetsu-Kanazawa-eki) si trova in sotterranea, ed è costituita da due binari tronchi.
| Binario | Linea             | Principali destinazioni |
| ------- | ----------------- | ----------------------- |
| 1-2     | ■ Linea Asanogawa | Uchinada                |

## Stazioni adiacenti
| «                         | Servizio                      | »                         |
| Linea principale Hokuriku | Linea principale Hokuriku     | Linea principale Hokuriku |
| Linea Nanao               | Linea Nanao                   | Linea Nanao               |
| ------------------------- | ----------------------------- | ------------------------- |
| Nishi-Kanazawa            | Locale                        | Higashi-Kanazawa          |
| Capolinea ←               | Rapido Holiday Liner Kanazawa | ← Tsubata                 |
| Hokuriku Shinkansen       |                               |                           |
| Shin-Takaoka              | -                             | Komatsu                   |
| Linea Asanogawa           |                               |                           |
| Capolinea                 | Locale                        | Nanatsuya                 |

## Ekiben
Nella stazione sono disponibili i seguenti ekiben:
- Toshiie Gozen (利家御膳?)[1]
- Omatsu Gozen (おまつ御膳?)[2][3]
- Kaga no Shiki (加賀の四季?)[4]
- Saijiki Bentō (彩時記弁当?)[5]
- Gyūniku Bentō (牛肉弁当?)[6]

## Intorno alla stazione
- Porte Kanazawa (ポルテ金沢, 2 minuti a piedi[7])
  - Hotel Nikko Kanazawa (ホテル日航金沢)
  - KANAZAWA ART HALL (金沢アートホール)
- Ishikawa Ongakudō (石川県立音楽堂)

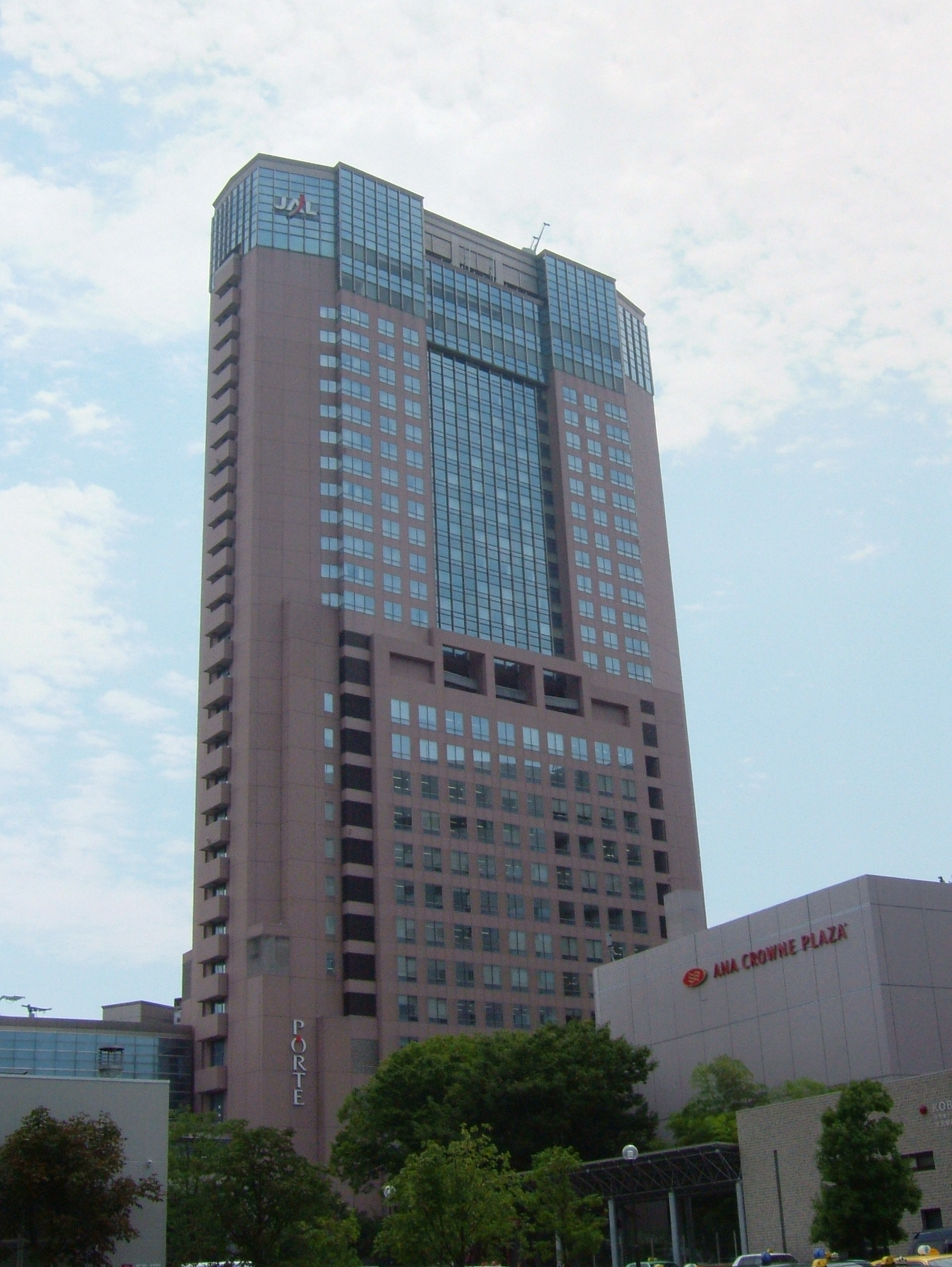
Porte Kanazawa
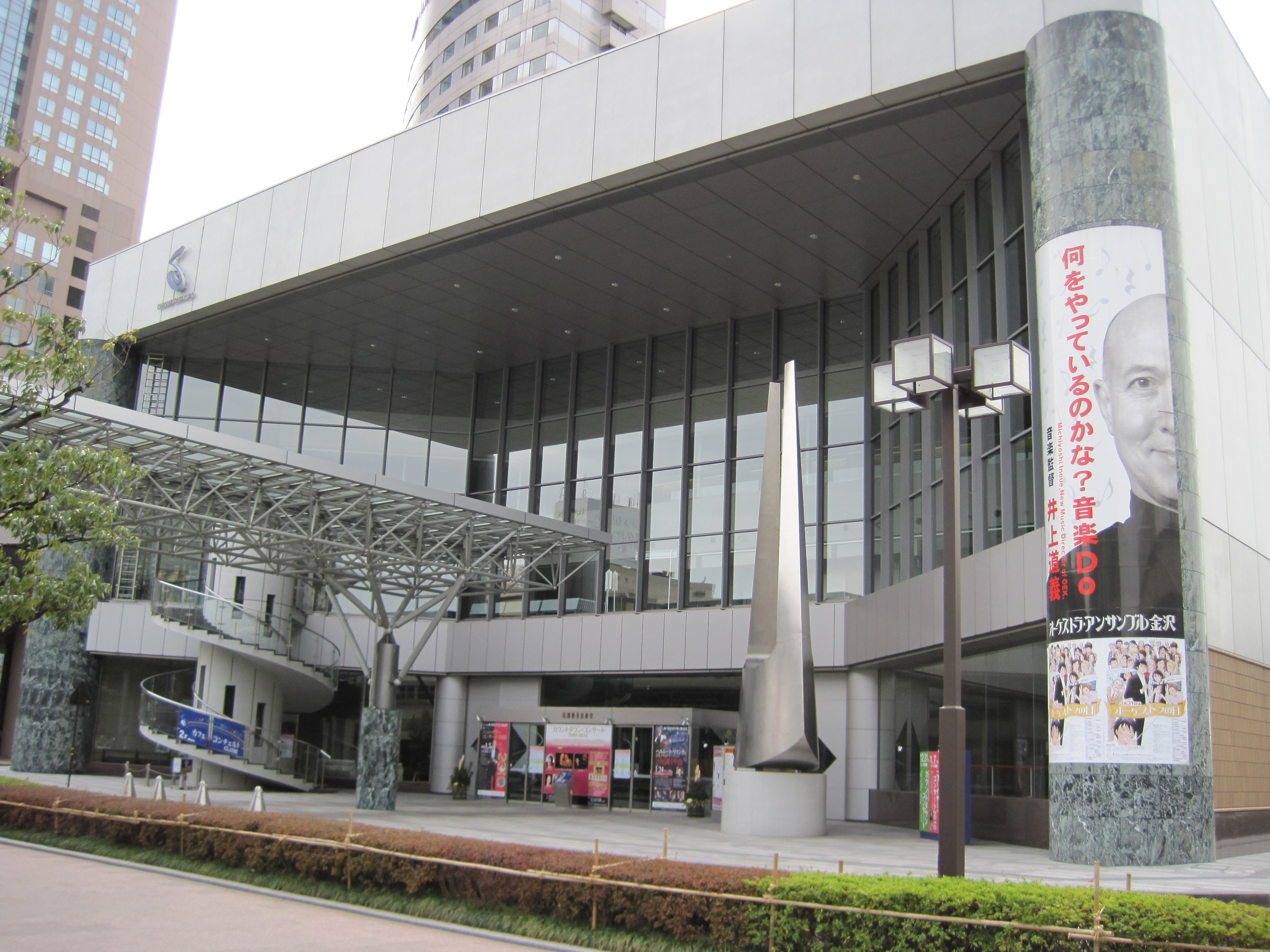
Ishikawa Ongakudō